# Liste der Naturdenkmale in Schalkenmehren
Die Liste der Naturdenkmale in Schalkenmehren nennt die im Gemeindegebiet von Schalkenmehren ausgewiesenen Naturdenkmale (Stand 4. Juni 2024).

## Naturdenkmale
| Nr.         | Bezeichnung | Lage                                           | Beschreibung                                                   | Bild                                    |
| ----------- | ----------- | ---------------------------------------------- | -------------------------------------------------------------- | --------------------------------------- |
| ND-7233-118 | Drei Buchen | südlich des Ortes; Abteilung Aufm Ruckweg Lage | Fagus sylvatica, drei Bäume, um 1770 gekeimt, bis zu 29 m hoch | Direkt Bild zu diesem Denkmal hochladen |